# Marathon van Hamburg 2009
De marathon van Hamburg 2009 werd gelopen op zondag 26 april 2009. Het was de 24e editie van de marathon van Hamburg. De Ethiopiër Solomon Tside zegevierde bij de mannen in 2:11.47, terwijl de Spaanse Alessandra Aguilar bij de vrouwen het sterkst uit de strijd tevoorschijn kwam. Zij finishte in 2:29.01.
In totaal finishten 13.942 marathonlopers, waarvan 2810 vrouwen.

## Uitslagen

### Mannen
| rang   | naam                    | land | tijd    |
| ------ | ----------------------- | ---- | ------- |
| Goud   | Solomon Tsige           | ETH  | 2:11.47 |
| Zilver | Charles Ngolepus        | KEN  | 2:13.25 |
| Brons  | Jose Telles             | BRA  | 2:14.46 |
| 4      | Jose Moreira            | POR  | 2:14.57 |
| 5      | Haji Adilo              | ETH  | 2:16.35 |
| 6      | Tesfaye Sendiku         | ETH  | 2:16.58 |
| 7      | Roman Weger             | AUT  | 2:17.53 |
| 8      | Antonio Sousa           | POR  | 2:18.03 |
| 9      | Eric Kigen              | KEN  | 2:18.43 |
| 10     | Christopher Cariss      | ENG  | 2:19.46 |
| 11     | Daniel Cheribo          | KEN  | 2:20.20 |
| 12     | Manuel Meyer            | GER  | 2:20.51 |
| 13     | Asaf Bimro              | ISR  | 2:21.10 |
| 14     | Patrick Wieser          | SUI  | 2:21.17 |
| 15     | Thomas Payn             | ENG  | 2:22.02 |
| 16     | Dimitrios Theodorakakos | GRE  | 2:23.27 |
| 18     | Joseph Mcalister        | NIR  | 2:24.46 |
| 23     | Marc Roig               | ESP  | 2:30.30 |

### Vrouwen
| rang   | naam                | land | tijd    |
| ------ | ------------------- | ---- | ------- |
| Goud   | Alessandra Aguilar  | ESP  | 2:29.01 |
| Zilver | Tigest Abidi        | ETH  | 2:34.01 |
| Brons  | Ulrike Maisch       | GER  | 2:34.28 |
| 4      | Emily Kimuria       | KEN  | 2:37.44 |
| 5      | Holly Rush          | ENG  | 2:38.36 |
| 6      | Christina-Bus Holth | NOR  | 2:40.53 |
| 7      | Karen Paysen        | GER  | 2:48.19 |
| 8      | Sofia Roba          | ETH  | 2:49.32 |
| 10     | Helga Rauch         | ITA  | 2:57.07 |
| 14     | Sanna Kullberg      | FIN  | 2:59.14 |
| 16     | Kirsten Nachtigall  | GER  | 3:00.47 |

1986 · 1987 · 1988 · 1989 · 1990 · 1991 · 1992 · 1993 · 1994 · 1995 · 1996 · 1997 · 1998 · 1999 · 2000 · 2001 · 2002 · 2003 · 2004 · 2005 · 2006 · 2007 · 2008 · 2009 · 2010 · 2011 · 2012 · 2013 · 2014 · 2015 · 2016 · 2017